# Rhipidia (Rhipidia) diacaena
Rhipidia (Rhipidia) diacaena is een tweevleugelige uit de familie steltmuggen (Limoniidae). De soort komt voor in het Neotropisch gebied.